# Le Livre du rire et de l'oubli
Le Livre du rire et de l’oubli (Kniha smichu a zapomneni) est un roman de Milan Kundera, publié en français en 1979, bien que d'abord écrit en tchèque, langue de l'auteur.

## Contexte
Le livre est le premier ouvrage écrit par Milan Kundera après avoir fui la Tchécoslovaquie communiste (La Valse aux adieux bien que publié en 1976 a été achevé en 1971). Le romancier et son épouse Véra ont fui pour la France en 1975 et Milan Kundera a trouvé un emploi de professeur de littérature comparée à Rennes, poste qu'il occupera jusqu'en 1979 avant d'intégrer l'École des hautes études en sciences sociales à Paris. Il passe pendant cette période ses étés à Belle-Île-en-Mer et c'est là bas, à l'été 1976, qu'il écrit la première version de Livre du rire et de l’oubli, qu'il dicte à son épouse, qui le tape à la machine.

## Présentation
Ce livre est une suite de sept récits présentés comme les sept parties d’un tout, bien que les intrigues et les personnages soient propres à chaque récit (un seul personnage se retrouve dans deux récits). L’unité vient plus ou moins des thèmes (la mémoire et l’oubli, le rire et la tragédie, etc.), de l’arrière-plan (surtout la Tchécoslovaquie après 1968) et surtout de la narration dans laquelle Milan Kundera alterne les parties narratives, les commentaires sur ce que font les personnages et les commentaires du narrateur sur des thèmes plus ou moins liés au récit, procédé que l’on retrouvera dans un ouvrage plus volumineux, L’insoutenable légèreté de l’être. Il introduit même des souvenirs qu'il présente comme autobiographiques.
Milan Kundera écrit lui-même dans Le Livre du rire et de l'oubli : « tout ce livre est un roman en forme de variations. Les différentes parties se suivent comme les différentes étapes d'un voyage qui conduit à l'intérieur d'un thème, à l'intérieur d'une pensée, à l'intérieur d'une seule et unique situation dont la compréhension se perd pour moi dans l'immensité. »
Un détail notable est que Kundera ne parle pas de la Tchécoslovaquie, mais de la Bohême, et non pas de Tchécoslovaques, mais de Tchèques, anticipant d'une quinzaine d'années la dislocation de son pays d'origine. 
Les sept parties sont intitulées : 
1. Les lettres perdues
2. Maman
3. Les anges
4. Les lettres perdues
5. Litost
6. Les anges
7. La frontière

## Résumés

### Les lettres perdues 1
Cadre : la Tchécoslovaquie après l’invasion de 1968.
Le premier chapitre évoque une anecdote : en février 1948, Klement Gottwald harangue la foule à Prague. Il fait froid. Vladimír Clementis pose sa toque sur la tête de Gottwald. En 1950, Clementis est éliminé, physiquement, mais aussi sur les photos ; sur les photos de février 1948, Clementis a disparu, mais sa toque est toujours sur la tête de Gottwald.
Mirek, ancien chercheur scientifique devenu manœuvre du bâtiment, est un dissident surveillé par la police. Il décide de mettre à l’abri ses écrits compromettants, mais pas avant d’avoir revu Zdena, encore attachée au communisme et qui a approuvé l’invasion de 1968. Il veut récupérer ses lettres d’amour, preuve que, vingt ans auparavant, il a été amoureux de cette femme plutôt laide.
Il va chez Zdena, suivi par une voiture banalisée. Zdena lui recommande d’essayer de se faire pardonner par le parti, mais refuse de donner les lettres. Il pense qu’elle est de mèche avec la police, alors que Zdena veut réellement qu’il retrouve une situation normale. 
Au retour, il sème la voiture des policiers, qu’il retrouve à son retour chez lui. Il trouve son appartement en cours de perquisition ; il est arrêté, ainsi que son fils. Ils sont condamnés à des peines de prison.

### Maman
Cadre : la Tchécoslovaquie après l’invasion de 1968.
Karel et Markéta ont invité la mère de Karel à passer une semaine chez eux jusqu’au dimanche matin, puis leur amie Eva doit venir chez eux pour des jeux érotiques. Eva, qui était la maîtresse de Karel, est devenue l’amie de Markéta, qui a accepté de la présenter à Karel pour qu’elle soit leur maîtresse commune. 
La mère de Karel décide finalement de rester jusqu’au lundi, et ils n’osent pas la renvoyer. Elle trouve d’ailleurs Eva très sympathique, elle lui rappelle quelqu’un. Elle raconte ses souvenirs du temps de l’Autriche-Hongrie, mais sa mémoire semble la trahir et elle s'en va dans sa chambre, humiliée. 
Un peu plus tard, elle retrouve la mémoire et revient, au moment où les deux femmes se sont mises en tenue légère. Mais maman, ayant la vue basse, ne remarque rien. Tandis qu’Eva et Markéta ont hâte de se retrouver, Karel prend un malin plaisir à faire parler sa mère. Elle dit qu’Eva lui rappelle Mme Nora ; Karel se rappelle alors un de ses premiers souvenirs, à l’âge de quatre ans : la vue de Mme Nora nue dans le vestiaire des thermes. 
Après que la vieille dame s’est retirée, ils sont enfin libres pour leurs jeux érotiques. Karel a l’impression grisante d’être tantôt l’enfant de quatre ans qui voyait le corps nu de Mme Nora, tantôt un démiurge qu’il identifie au joueur d’échecs Bobby Fischer. 
Le lendemain matin, Markéta emmène Eva à la gare ; plus tard, Karel y emmène sa mère.

### Les anges
Cadre : la France des années 1970, la Tchécoslovaquie en 1951, la Tchécoslovaquie après l’invasion de 1968 ; ce récit contient des éléments expressément autobiographiques et a pour principal thème le rire. 
1) Dans un cours de théâtre sur la Côte d’Azur, deux jeunes Américaines, Gabrielle et Michèle, doivent faire un exposé sur Rhinocéros d'Eugène Ionesco. Elles se demandent ce que signifie le signe « rhinocéros » et concluent que c’est un effet comique. Elles rient de contentement.
2) Milan Kundera cite un passage de Paroles de femme sur le rire ; le rire d’Annie Leclerc est le rire du bonheur absolu, que l’on retrouve dans une scène cliché de cinéma : un homme et une femme courent en se tenant par la main et en riant.
3) Kundera retrace un épisode autobiographique : après avoir perdu toute possibilité de travail, il a gagné de l’argent en donnant des consultations astrologiques. Une jeune journaliste, R., lui a donné la possibilité de tenir (sous pseudonyme) la rubrique astrologique d’une revue de jeunes. Il a même fait l’horoscope du rédacteur en chef, un marxiste-léniniste pur et dur. 
4) Il établit la différence entre le rire des anges, qui est une singerie, et le rire du diable, qui est le vrai rire. Malheureusement, il n’y a qu’un seul mot pour les deux rires.
5) Il analyse une photo typique : des rangées de policiers en armes confrontés à des manifestants qui dansent une ronde. La ronde est une métaphore du bonheur absolu comme le rire des anges. 
Gabrielle et Michèle progressent dans leur exposé, notant de nombreux « effets comiques ».
6) Kundera revient à sa biographie : en 1948-49, il a participé à de nombreuses rondes (réelles) lors de fêtes liées à l’avènement du régime communiste. Puis il a été exclu, du parti et de la ronde. 
En juin 1951, ont été condamnés à mort une députée socialiste, Milada Horakova, et un poète surréaliste, Zavis Kalandra. André Breton a demandé à Paul Éluard d’intervenir au moins pour Kalandra, leur ami ; Eluard a refusé. Le lendemain de leur pendaison, il y a eu une manifestation à Prague ; Kundera l’a vue passer, et parmi les manifestants, Eluard dans une ronde, disant des vers exaltants. Eluard et sa ronde ont tellement bien tourné qu’ils se sont envolés au-dessus de Prague et Kundera a couru au-dessous d’eux, sachant « qu’il n’aurait jamais d’ailes » 
7) Un jour, il a reçu la visite d’un homme porteur d’une lettre de R., l’informant qu’elle avait avoué et lui demandant de venir la voir. L’homme l’amène dans un appartement où il rencontre R., malade (elle n’arrête pas d’aller aux toilettes). Elle raconte comment la police l’a obligée à dire que la rubrique d’astrologie était écrite par lui ; comment elle a été licenciée deux jours après ; elle veut qu’ils se mettent d’accord sur ses déclarations ultérieures.
8) Gabrielle et Michèle font leur exposé en se mettant des cônes de papier sur le nez. C’est tellement ridicule que tout le monde est gêné. Une des étudiantes se lève et va botter leurs fesses. Tout le monde rit, y compris le professeur, qui croit à un « happening ». Le professeur prend les deux jeunes filles par la main et elles forment une ronde, qui s’envole par le plafond.
9) C’est après l’affaire de R. que Kundera a pensé qu’il devait quitter la Tchécoslovaquie, afin de ne pas nuire aux gens qui étaient ses amis. Il s’est donc encore éloigné de la ronde, mais est tombé là où retentit le « rire effrayant des anges ».

### Les lettres perdues 2
Cadre : la France et la Tchécoslovaquie après l’invasion de 1968.
Tamina est barmaid de café dans une ville de province française ; elle est assez populaire parce qu’elle écoute les clients sans jamais leur parler d’elle. C’est une Tchécoslovaque qui a quitté illégalement son pays avec son mari (appelé Mirek, mais qui n’a pas de relation avec le précédent). Celui-ci est mort par la suite et elle constate avec effroi qu’elle perd le souvenir de la période où ils vivaient ensemble en Tchécoslovaquie. 
Elle voudrait récupérer les carnets où elle tenait assez négligemment un journal, afin de faire revivre ses souvenirs. Apprenant qu’une cliente, Bibi, doit aller en Tchécoslovaquie, elle lui demande de ramener ces carnets. Elle s’engage dans une difficile et coûteuse négociation par téléphone avec la mère de son mari (qui ne l’aimait pas), détentrice des documents, et avec son propre père (qui n’aime pas la belle-mère). Les carnets sont finalement acheminés chez son père. 
Mais le mari de Bibi décide finalement de partir en Irlande. Tamina s’adresse alors à un étudiant, Hugo, qui semble accepter d’aller là-bas. Elle devient sa maîtresse (sans enthousiasme). Puis Hugo prétexte un article qu’il veut écrire contre le totalitarisme pour renoncer à aller à Prague. Leur liaison prend évidemment fin, et Tamina renonce à jamais à récupérer ses lettres.

### Litost
Cadre : la Tchécoslovaquie en 1962.
Christine est une Madame Bovary tchèque. Mariée à un boucher, elle est parfois la maîtresse d’un garagiste, et  elle tombe amoureuse d’un étudiant de Prague. Elle se sent exhaussée par la conversation de l’étudiant, mais ne veut pas devenir sa maîtresse parce qu’elle n’ose pas lui parler des aspects pratiques et triviaux des choses.
Celui-ci est sujet à la « litost », le sentiment qui fait que confronté à un échec, on s'acharne dans l'échec avec une sorte de délectation suicidaire.
Il réussit à obtenir que Christine vienne passer deux jours à Prague. Mais le soir même, il est convié à une soirée avec des sommités de la poésie tchèques. Il refuse. Mais les retrouvailles avec Christine sont décevantes ; en revanche, elle paraît enthousiasmée quand il lui parle des poètes. Elle l’incite à aller à la réunion et à obtenir un autographe du principal auteur (surnommé « Goethe » dans le récit). La soirée se déroule comme une beuverie entremêlée de conversations, puis l’étudiant revient dans sa chambre retrouver Christine. Mais elle refuse de le laisser aller jusqu’au bout. « Elle en mourrait. ». Il croit que c'est parce qu'elle est tellement amoureuse de lui. Le lendemain matin, il apprend qu'il s'agissait d'une question de contraception. Il est d'autant plus en proie à la litost.

### Les anges 2
Cadre : le récit reprend le personnage de Tamina, mais on part rapidement dans un monde onirique. Il inclut de nombreux éléments autobiographiques concernant les derniers mois du père de Kundera (1891-1971), ainsi que des réflexions philosophiques et musicologiques. Il est divisé en 29 chapitres pour 37 pages.
1. Prague, ville de l'oubli. Clementis et Gottwald ne savaient pas que le bâtiment où ils se trouvaient avait été le lycée (allemand) où Kafka était élève ; Franz Kafka romancier de l'oubli ; la rue où vivait Tamina a changé sans cesse de nom depuis 1918. 2. Gustav Husak, le président de l'oubli. 145 historiens ont été privés de leur poste, notamment Milan Hübl, un ami de Kundera, qui envisage la fin du peuple tchèque.
3. Kundera évoque la fin de la vie de son père, qui oubliait progressivement de plus en plus de mots, bien que son esprit soit resté jusqu'au bout lucide. Un jour, il lui a montré les variations opus 111 de Beethoven en disant : « Maintenant, je sais ».
4. Après l'affaire du voyage à Prague, Tamina a continué son travail au café, mais elle n'a plus envie d'écouter les gens, qui l'insupportent de plus en plus. Puis elle a disparu sans laisser de traces. 5. Un jour, un jeune homme (Raphaël) est venu au café et lui a posé des questions sur elle. 6. Il lui a proposé de partir pour oublier. Ils sont sortis du café et sont montés dans une voiture de sport rouge.
7. Kundera analyse les différences entre symphonie et variation.
8. Ils sont arrivés en un lieu qui rappelle à Tamina l'endroit du dernier emploi de son mari en Tchécoslovaquie, une carrière de terre glaise. 9. Auprès, il y a une rive avec une barque et un enfant passeur. Raphaël oblige Tamina à monter dans la barque. 10. Pendant le trajet, Tamina prend les rames et l'enfant met une musique et se trémousse de façon un peu obscène. Ils abordent un lieu où des enfants jouent. Ils vont dans un bâtiment au bout d'une allée de platanes. 11. Une petite fille l'amène au dortoir des écureuils et lui attribue un lit. Tamina veut s'enfuir, mais elle découvre qu'elle est sur une île. Elle se réfugie sur son lit.
12. Elle repense à la mort de son mari, à la mort en général ; elle a pensé à se suicider après sa mort. Kundera évoque des textes de Novalis et de Thomas Mann, puis la mort de son père. 13. Il parle ensuite des pionniers des pays communistes, des cérémonies où un leader reçoit un foulard de pionnier, notamment Husak le jour où son père est mort. La cérémonie était retransmise et Kundera et son père entendaient Husak proclamer : « Mes enfants, vous êtes l'avenir ! ».
14. Tamina a finalement décidé de s'intégrer à la vie des enfants de l'île, une vie totalement publique : les toilettes sont devant les lavabos où on se lave nu par équipe. 15. Elle ressent une forme de bonheur dans cette promiscuité visuelle, confiante dans sa supériorité physique. 16. Comme elle les fait toujours gagner, les écureuils décident de la récompenser en faisant tout pour elle, la laver, la coucher, mais cela se termine par une sorte de viol collectif, auquel elle se soumet cependant.
17. Kundera évoque l'histoire de la musique : ce qu'est la musique tonale, jusqu'à Stravinsky, comment Schoenberg a cru la faire progresser avec le dodécaphonisme, puis Varèse avec son système de bruits, qui met fin à l'histoire de la musique occidentale. Cet effondrement s'est produit en quelques années alors que la musique paraissait à un apogée.
18. Ce qui reste après, c'est la musique de fraternisation autour de rythmes simples. En Tchécoslovaquie, elle était incarné par Karel Gott, que Husak a supplié de revenir quand il a voulu s'installer à l'Ouest.
19. Tamina connaissait autrefois une sexualité dans l'amour de son mari. Dans l'île, c'est une sexualité pure, une source de « joie d'une angélique simplicité ». 20. Mais l'amour des enfants est rapidement devenu une routine et une source de conflits, voire de haine entre eux. 21. Quand Tamina participe aux jeux avec les Ecureuils, elle subit de plus en plus de haine des autres équipes, mais aussi de la sienne. 22. Désormais, elle est agressée verbalement, puis physiquement ; elle essaie de fuir et de réprimer ses agresseurs : un jour elle tombe dans une embuscade et est prise au filet. 23. Elle est devenue « hors la loi » des enfants, comme un animal de boucherie pour nous. 24. Elle joue de nouveau avec les enfants, mais sans aucun plaisir.
25. Kundera se rappelle le jour de 1971 où Husak faisait un discours aux pionniers : « Mes enfants, vous êtes l'avenir du monde ! ». Puis Karel Gott s'est mis à chanter.
26. Le passeur est réapparu avec sa musique et sa danse obscène ; il est imité par les autres enfants. Tamina en profite pour chercher où est la barque, mais ne la trouve pas. Aperçue à l'écart, elle est prise en chasse. 27. Elle se jette dans l'eau et nage vers l'autre rive. Mais la nuit tombe et elle n'est pas arrivée. 28. Elle continue de nager, n'ayant plus rien d'autre que sa soif de vivre et son corps. 29. Au lever du jour, elle se trouve toujours en vue de l'île. Elle voit une barque approcher et a peur d'être récupérée. Mais les enfants ne font rien pour la sauver. Ils la regardent suffoquer à plusieurs reprises, jusqu'à ce qu'elle coule.

## Éditions
- Françaises (traduction de François Kerel)
  - Gallimard, coll. « Du monde entier », 1979, 263 p.